# Stefano Mengozzi
Stefano Mengozzi (ur. 6 maja 1985 w Rawennie) – włoski siatkarz, grający na pozycji środkowego, reprezentant Włoch. 

## Sukcesy klubowe
Puchar Włoch:
- 2022[4]

Liga włoska:
- 2022[5]

Superpuchar Włoch:
- 2022[6]

Klubowe Mistrzostwa Świata:
- 2022[7]

## Sukcesy reprezentacyjne
Mistrzostwa Europy Kadetów:
- 2003